# Peter Sack
Peter Sack (* 27. Juli 1979 in Schkeuditz) ist ein ehemaliger deutscher Kugelstoßer.
Den ersten internationalen Auftritt hatte Peter Sack bei den Olympischen Spielen 2004 in Athen. Mit einer Bestweite von 20,32 m und als Deutscher Vizemeister mit 20,22 m hatte er sich dafür qualifiziert. In Athen stieß er in der Qualifikation 19,09 m weit, kam nicht ins Finale und belegte schließlich Rang 28.
Das Jahr 2007 war das erfolgreichste Jahr für Peter Sack. Es begann mit dem Sieg bei den Deutschen Leichtathletik-Hallenmeisterschaften in seiner Heimatstadt Leipzig. Er holte Gold mit gestoßenen 19,70 m.
Im Freien bestritt er 2007 neun Wettkämpfe und gewann davon sieben. Am 10. Juni gelang ihm in Schönebeck sein erster 21-Meter-Stoß – die Kugel landete exakt auf der 21-Meter-Marke. Im Trikot des DLV siegte er im Kugelstoßwettbewerb beim Europacup in München und gewann im Erfurter Steigerwaldstadion seine erste Deutsche Meisterschaft im Freien. Die gestoßenen 20,68 m bedeuteten den Titel und die Qualifikation für die Weltmeisterschaften in Osaka. Erst im letzten Versuch zog Sack mit dieser Weite an seinem Konkurrenten Ralf Bartels vorbei.
In Osaka hatte Sack dann jedoch mit einer Verletzung zu kämpfen. Wegen Brustmuskelbeschwerden konnte er in der Qualifikation nur einen Versuch bestreiten. Dieser reichte nicht für das Finale.
Am 17. Mai 2008 verbesserte er seine persönliche Bestleistung in Versmold auf 21,19 m und wurde für die Olympischen Spiele in Peking nominiert. In der dortigen Qualifikation zum Endkampf scheiterte er mit 20,01 m an der erforderlichen Weite. Um den zwölften und damit letzten Finalplatz betrog ihn der im August 2016 wegen Dopings nachträglich disqualifizierte Russe Iwan Juschkow mit nur einem Zentimeter mehr (20,02 m).
2010 erklärte er seinen Rücktritt vom Leistungssport.
Peter Sack hatte bei einer Größe von 1,92 m ein Wettkampfgewicht von 135 kg. Er startete seit 1997 für das LAZ Leipzig. Sein Bruder René Sack war ebenfalls Kugelstoßer.